# Sky Lake
Sky Lake är en ort (CDP) i Orange County, i delstaten Florida, USA. Enligt United States Census Bureau har orten en folkmängd på 6 153 invånare (2010) och en landarea på 3,3 km².